# The Angry Young Them
 (mars 2022).
Si vous disposez d'ouvrages ou d'articles de référence ou si vous connaissez des sites web de qualité traitant du thème abordé ici, merci de compléter l'article en donnant les références utiles à sa vérifiabilité et en les liant à la section « Notes et références ».
Albums de Them
Them Again
(1966)
The Angry Young Them est le premier album du groupe éponyme, sorti le 11 juin 1965. Le groupe enregistre l'album à Londres en juin 1964.

## Historique
Comme pour plusieurs sorties Decca de l'époque, le nom du groupe est absent de la pochette et à l'endos du disque, ils sont présentés sous le nom de The Angry Young Them avec un essai sur ce thème déclarant : « Ces cinq jeunes rebelles sont outrageusement fidèles à eux-mêmes. Provocants ! En colère ! Tristes ! Ils sont honnêtes jusqu'à l'insulte ! » 
Six des chansons de l'album sont des originaux de Van Morrison, dont le célèbre hymne du groupe Gloria. Une autre chanson de l'album, Mystic Eyes, est une création spontanée du groupe «juste  en train de se promener » selon les mots de Morrison et après sept minutes de jeu instrumental, il a spontanément ajouté les paroles d'une chanson sur laquelle il travaillait. Les longues versions de Gloria que le groupe a jouées au Maritime et l'enregistrement de dix minutes de Mystic Eyes n'ont jamais refait surface. You Just Can't Win est une chanson inspirée de Dylan sur un chercheur d'or, se déroulant dans des endroits spécifiques de Londres comme Camden Town. Little Girl parle de l'obsession d'un garçon pour une écolière de quatorze ans (une version antérieure de l'album caritatif de Lord's Taverners avait été supprimée à cause du mot « fuck » audible dans le fondu à la fin). If You And I Could Be As Two commence par une introduction parlée de Morrison avec un accent irlandais agressif. Trois originaux de Bert Berns ont été inclus et une reprise de Don't Look Back de John Lee Hooker, considérée par Morrison comme « sa meilleure voix à ce jour ». Le tout jeune guitariste Jimmy Page a participé aux sessions d'enregistrements de l'album, sur des chansons comme Gloria et Mystic Eyes. 

## Titres
| 1. | Mystic Eyes                  | Van Morrison                                                         | 2:41 |
| 2. | If You and I Could Be As Two | Van Morrison                                                         | 2:53 |
| 3. | Little Girl                  | Van Morrison                                                         | 2:21 |
| 4. | Just a Little Bit            | Ralph Bass, Buster Brown, John Thornton, Ferdinand "Fats" Washington | 2:21 |
| 5. | I Gave My Love a Diamond     | Bert Berns, Wes Farrell                                              | 2:48 |
| 6. | Gloria                       | Van Morrison                                                         | 2:38 |
| 7. | You Just Can't Win           | Van Morrison                                                         | 2:21 |

| 8.  | Go On Home Baby          | Bert Berns, Wes Farrell              | 2:39 |
| 9.  | Don't Look Back          | John Lee Hooker                      | 3:23 |
| 10. | I Like It Like That      | Van Morrison                         | 3:35 |
| 11. | I'm Gonna Dress in Black | M. Gillon alias Tommy Scott, M. Howe | 3:34 |
| 12. | Bright Lights, Big City  | Jimmy Reed                           | 2:30 |
| 13. | My Little Baby           | Bert Berns, Wes Farrell              | 2:00 |
| 14. | Route 66                 | Bobby Troup                          | 2:22 |

## Musiciens
- Van Morrison : chant, harmonica, saxophone ténor
- Peter Bardens : piano, orgue
- Billy Harrison : guitare, chant
- Alan Henderson : basse, chant
- John McAuley : batterie

## Musicien additionnel
- Jimmy Page : guitare additionnelle sur Gloria et Mystic eyes